# Helina poeciloptera
Helina poeciloptera este o specie de muște din genul Helina, familia Muscidae. A fost descrisă pentru prima dată de Ignaz Rudolph Schiner în anul 1868. Conform Catalogue of Life specia Helina poeciloptera nu are subspecii cunoscute.